# Gross Schacksdorf-Simmersdorf
Gross Schacksdorf-Simmersdorf är en kommun i Landkreis Spree-Neisse i förbundslandet Brandenburg i Tyskland. 
Kommunen bildades den 31 december 2001 genom en sammanslagning av de tidigare kommunerna Schacksdorf och Simmersdorf. 
Kommunen ingår i kommunalförbundet Amt Döbern-Land tillsammans med kommunerna Döbern, Felixsee, Jämlitz-Klein Düben, Neisse-Malxetal, Tschernitz och Wiesengrund.